# Jean Borg
Jean Borg (La Valeta, 8 de enero de 1998) es un futbolista maltés. Juega de defensa en el Sliema Wanderers F. C. de la Premier League de Malta.

## Selección nacional
Tras jugar con la selección de fútbol sub-17 de Malta, la sub-19 y la sub-21, hizo su debut con la selección absoluta el 22 de marzo de 2018 en un partido amistoso contra Luxemburgo que finalizó con un resultado de 0-1 a favor del combinado luxemburgués tras el gol de Daniel da Mota.

## Clubes
| Club                   | País   | Año       | Partidos | Goles |
| ---------------------- | ------ | --------- | -------- | ----- |
| Valletta F. C.         | Malta  | 2014-2023 | 174      | 6     |
| Fidelis Andria         | Italia | 2023      | 14       | 0     |
| Sliema Wanderers F. C. | Malta  | 2023-     | 29       | 0     |

## Palmarés

### Campeonatos nacionales
| Título                  | Club                   | País  | Año  |
| ----------------------- | ---------------------- | ----- | ---- |
| Premier League de Malta | Valletta F. C.         | Malta | 2016 |
| Supercopa de Malta      | Valletta F. C.         | Malta | 2016 |
| Premier League de Malta | Valletta F. C.         | Malta | 2018 |
| Copa Maltesa            | Valletta F. C.         | Malta | 2018 |
| Supercopa de Malta      | Valletta F. C.         | Malta | 2018 |
| Premier League de Malta | Valletta F. C.         | Malta | 2019 |
| Copa Maltesa            | Sliema Wanderers F. C. | Malta | 2024 |